# Жюля Верна (станция скоростного трамвая)
«Жюля Верна» (укр. «Жуля Верна»; до 2022 года — «Ромена Роллана») — станция линии скоростного трамвая в Киеве, расположена между станциями «Кольцевая дорога» и «Гната Юры». Открыта в 1970-х годах. Названа по одноимённому бульвару в честь Жюля Верна.
С 9 июня 2007 года по 8 апреля 2008 года станция была закрыта в связи с реконструкцией участка «Кольцевая дорога — Гната Юры».

## История
В октябре 2022 года одноимённый бульвар вместе со станцией были переименованы в честь французского писателя Жюля Верна.